# Gabriel Milito
Pour les articles homonymes, voir Milito.
Gabriel Milito, né le 7 septembre 1980 à Bernal dans la province de Buenos Aires, est un ancien footballeur international argentin reconverti entraîneur qui évoluait au poste de défenseur central. C'est le frère cadet de Diego Milito, notamment passé par l'Inter de Milan.

## Biographie

### Carrière de joueur

#### En clubs
Gaby Milito évolue pendant six saisons en Argentine au CA Independiente avant de partir en Espagne. Il doit aller au Real Madrid mais après la visite médicale, le club décide de ne pas le prendre. Il rejoint donc le Real Saragosse où son frère aîné Diego Milito signe deux saisons plus tard. À l'intersaison 2007, Gabriel signe au FC Barcelone. Le contrat porte sur 4 ans avec une rémunération de 4 millions d'euros net par saison. L'indemnité de transfert versé à Saragosse est de 17 millions d'euros. Il est à ce jour, le vingtième joueur argentin à avoir porté le maillot blaugrana.
Il se blesse gravement au genou lors de la demi-finale retour de Ligue des Champions le 29 avril 2008 contre Manchester United. Une blessure au ligament croisé antérieur du genou droit est diagnostiquée et le rend indisponible pour toute la saison 2008-2009 au cours de laquelle le FC Barcelone réalise un sextuplé (coupe du monde des clubs, ligue des champions, supercoupe d'Europe, liga, supercoupe d'Espagne, coupe du Roi) . Il retrouve les terrains lors d'un match amical le 18 novembre 2009 contre le club bolivien de Bolivar CF. Le 17 mai 2010, il signe une prolongation de contrat d'un an avec l'équipe blaugrana, jusqu'en juin 2012.
Le 4 août 2011, Gaby Milito quitte le FC Barcelone pour rejoindre son club d'origine d'Independiente en Argentine. Il n'y joue qu'une saison avant d'annoncer la fin de sa carrière le 12 juin 2012 à la suite d'une succession de blessures au genou.
Le 15 juin 2012, Gaby Milito annonce qu'il met un terme à sa carrière de joueur.

#### En équipe nationale
Il débute en équipe nationale le 20 décembre 2000 en match amical contre le Mexique. Il participe à la Coupe du monde 2006.

### Carrière d'entraîneur
Le 12 mars 2019, le club argentin d'Estudiantes La Plata, alors 17e du Championnat, rappelle Gabriel Milito pour occuper le poste d'entraîneur, où il succède à Pablo Quatrocchi avec un contrat jusqu'en 2020.

## Palmarès
Avec le Real Saragosse :
- Vainqueur de la Coupe d'Espagne : 2004
- Finaliste de la Coupe d'Espagne : 2006

Avec le FC Barcelone :
- Vainqueur du Championnat d'Espagne (3) : 2009, 2010 et 2011
- Vainqueur de la Ligue des Champions (2) :2009 et 2011
- Vainqueur de la Coupe d'Espagne : 2009
- Vainqueur de la Supercoupe de l'UEFA : 2009
- Vainqueur de la Coupe du monde des clubs : 2009
- Vainqueur de la Supercoupe d'Espagne (2) : 2009 et 2010